# 上海历史年表 (1863年—1911年)
| 上海历史年表                                                                                                |
| --- |
| 宋朝及之前 · 元朝 · 明朝 · 1842年以前的清朝 · 1842年－1862年 · 1863年－1911年 · 1912年－1949年 · 1949年至今 |

| 日期          | 事件                                                                                 | 简述 |
| 1863年9月21日 | 美租界与英租界合并                                                                   | |
| 1864年5月1日  | 《上海会审公廨》成立                                                                 | |
| 1866年3月     | 《第三次土地章程》出台                                                               | 在纳税西人会议上通过了修改土地章程的提案，中国的地方官员完全没有参与这次章程的修改，只在事后得到通知。 |
| 1866年        | 上海义勇消防队(也称“救火队”)成立                                                     | |
| 1869年        | 洋泾浜设官会审章程公布                                                               | |
| 1869年9月     | 驻北京公使团批准了各国领事提交的第三次土地章程与上海法租界工部局章程                 | |
| 1870年        | 义勇队由工部局直接管理                                                               | |
| 1874年        | 四明公所事件                                                                         | 十九世纪七十年代后，法租界的发展日趋加快，对土地的需求剧增，四明公所位于法租界的中心地段，是旅沪宁波人的同乡会兼公坟，法租界为了筑路，以有碍卫生等借口，强行收缴四明公所的地产，发生暴动，死伤数人，为免于民愤，筑路一事逐搁置。 |
| 1882年        | 领事法庭成立                                                                         | |
| 1893年        | 上海美租界正式划定                                                                   | |
| 1894年        | 中日战争爆发                                                                         | 战争一经爆发，上海形势也趋于紧张，碍于各国在上海的势力，日本暂对外宣布上海为中立区域，并许诺不将战火蔓延到上海。 |
| 1896年7月21日 | 中日北京条约签订                                                                     | 此条约相当于当初的南京条约，其中一条规定日本人可以在通商口岸建造工厂，从此，近代上海的工业化进程加快。 |
| 1897年        | 上海人力车夫事件                                                                     | 时工部局规定加收人力车夫的执照捐，人力车夫向当局抗议，逐发生暴动。 |
| 1898年        | 第二次四明公所事件                                                                   | 借上海当时发生鼠疫之际，法租界当局重提筑路一事，与公所民众发生冲突，死十二人，最后设立工部局卫生处。 |
| 1898年        | 第四次土地章程通过                                                                   | |
| 1900年8月17日 | 上海进入警备                                                                         | 年初爆发了义和团运动，影响不断扩大，在上海的外国势力开始组织自己的防御力量。 |
| 1905年        | 黎黄氏事件                                                                           | 由于公廨错审黎黄氏案件，上海民众发生暴动，围攻巡捕房。 |
| 1906年        | 美国在华法庭在上海设立                                                               | |
| 1907年        | 中国人首次加入义勇队                                                                 | |
| 1910年11月    | 上海发生疫情，工部局实施公共卫生附则，中国人反对，引起骚动。                         | |
| 1911年        | 辛亥革命，清朝趋于灭亡，上海一时变得无政府化，会审公廨的司法权逐完全操纵在领事手中。 | |